# Велика награда Канаде 2008.
Велика награда Канаде 2008. године је била трка у светском шампионату Формуле 1 2008. године која се одржала на аутомобилској стази у Монтреалу, 8. јуна 2008. године.
Победник је био Роберт Кубица, другопласирани Ник Хајдфелд, док је трку као трећепласирани завршио Дејвид Култард.